# Théodoric Borgognoni

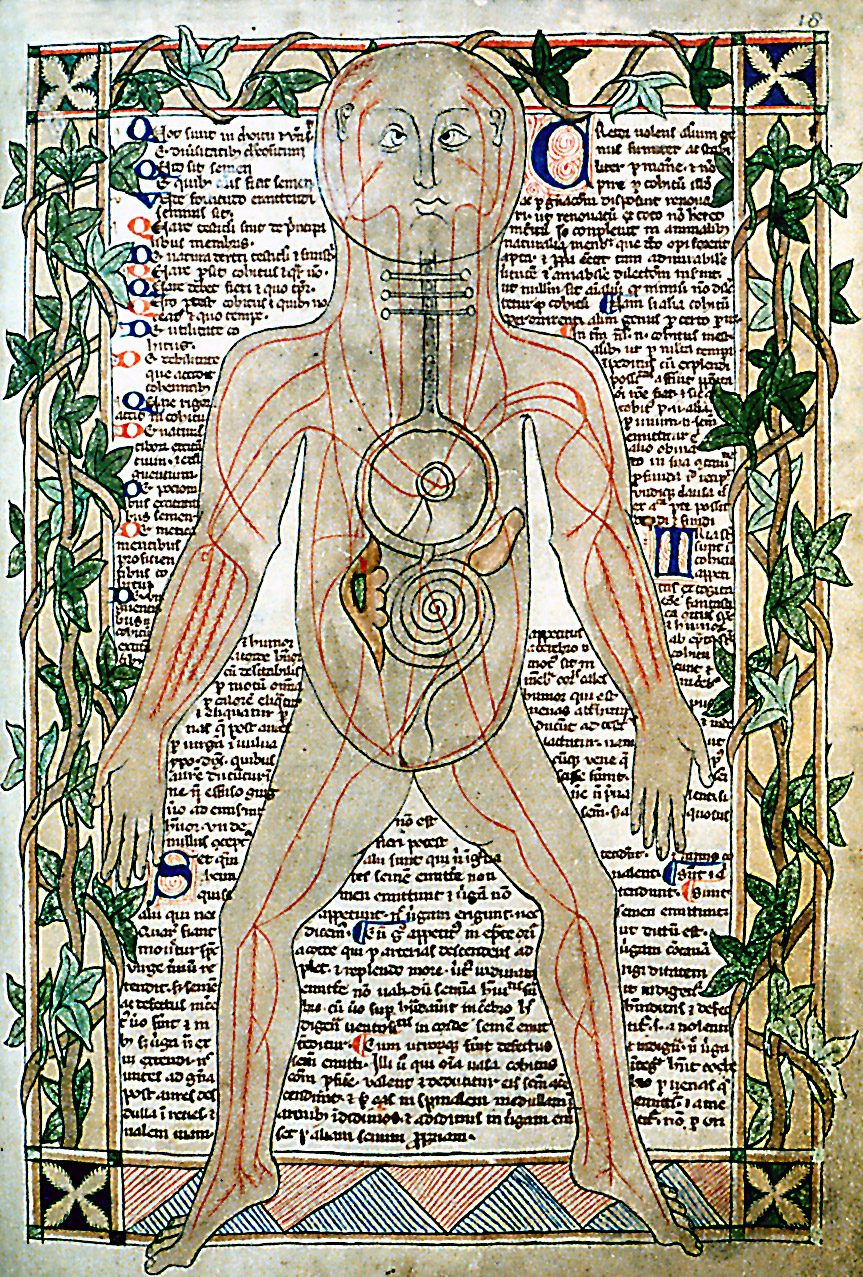
Illustration anatomique du XIIIe siècle de la circulation du sang

Théodoric Borgognoni, ou Teodorico de' Borgognoni, ou Thierry de Lucques, ou Theodoricus, né à Lucques en Toscane (Italie) en 1205, mort à Bologne en 1298, est un moine dominicain devenu évêque, et un chirurgien réputé pour avoir introduit une pratique antiseptique de base et l'utilisation d'anesthésie.

## Biographie
Théodoric Borgognoni est le fils d’un chirurgien de Lucques (Lucca), Hugo Borgognoni. En 1214, sa famille s'installe à Bologne où son père exerce la médecine de 1214 jusqu'à sa mort en 1250. Il y étudie la médecine à l'université et la chirurgie auprès de son père. Il entre tôt dans l'ordre des Dominicains (c. 1230-1231).
En 1240, il est au service du pape Innocent IV comme penitentiarus minor (confesseur) de la Pénitencerie apostolique, dépendant de la Curie romaine. Plus tard, le pape le nomme évêque de Bitonto (de 1262 à 1266) puis de Cervia, cité de Romagne (de 1270 à 1298) possédant d'importantes salines que Venise convoitait. Il n'a pas résidé semble-t-il dans ses diocèses. Durant la première période, on a des documents indiquant qu'il avait une maison à Lucca où le pape lui écrivait. Après sa nomination à Cervia, il réside dans la cité universitaire de Bologne où il possédait une grande propriété.
En 1290, le pape Nicolas IV qui avait le monopole de la production du sel de Cervia  lui garantit les revenus des salines. Après avoir fait son testament en octobre 1298, Théodoric meurt le 24 décembre de la même année, à l'âge de 93 ans.
Théodoric Borgognoni est un bon exemple de membre du haut clergé, ayant développé un intérêt pour la philosophie naturelle et la médecine. Il exerça la chirurgie à l'intérieur et à l'extérieur de son monastère (lequel ?)

## Œuvre
Alors qu'il est membre de la Pénitencerie apostolique, il compose (après 1243) un court traité sur l'art de soigner les blessures. Il mettra ensuite une vingtaine d'années pour en donner une version développée, incorporant les dernières connaissances acquises  dans le domaine ou tirées de ses lectures sur l'alchimie. L'ouvrage, Cyrurgia seu Filia principis, réalisée probablement dans les années 1260, comprend quatre parties :
1. Chirurgie générale et régime
2. Blessures infligées à différentes parties du corps, fractures et dislocations
3. Fistules, abcès, hernies et autres pathologies réclamant la chirurgie
4. Préparation des médicaments utilisés en chirurgie.

Plusieurs manuscrits latins de la Chirurgia nous sont parvenus, permettant de reconstruire les diverses versions du traité. Les manuscrits continuèrent à être consultés jusqu'à l'époque de l'imprimerie.
En raison de l'intérêt suscité par son travail, le traité fut traduit du latin dans plusieurs langues modernes d'Europe, le castillan, français, italien, anglais, allemand et l'hébreu.
La Chirurgia est un des traités majeurs de la « nouvelle chirurgie » apparue dans la seconde moitié du XIIIe siècle dans les écoles médicales d'Italie du Nord. Ce mouvement s'efforçait d'intégrer la pratique chirurgicale, encore très artisanale, dans le cadre conceptuel prestigieux du galénisme, la doctrine de Galien, revue et simplifiée par les médecins de langue arabe, Rhazès ou Avicenne. Car après la chute de l'Empire romain, la médecine savante gréco-romaine fut presque complètement oubliée en Europe occidentale pendant environ sept siècles avant de revenir grâce aux traductions de l'arabe en latin aux XIe et XIIe siècles.
Theodericus fut influencé par le traité du chirurgien padouan Bruno da Longobucco, Cyrurgia magna (1252), le premier ouvrage marquant le profond renouvellement des savoirs de cette époque. Il incorpora des développements, repris presque mot pour mot de ce texte, dans les nouvelles versions de son traité. En s'interrogeant sur les rapports de la pratique chirurgicale et de la médecine savante et de la pharmacopée, ces lettrés de la Nouvelle chirurgie firent opérer une mutation radicale à leur discipline.
Theodericus s'efforçait de croiser les informations d'origines très diverses, venant de Bruno da Longobucco, des auteurs anciens (comme Galien, Avicenne ou Abu Al-Qasim), des enseignements de son père et de sa propre expérience.
Parmi ses contributions, on doit souligner qu'il préconisait de laver les blessures avec du vin, puis de les bander sans mettre de cataplasme. L'utilisation du vin comme désinfectant, d'une suture complète et d'un bandage à sec, venait de son père, et non de l'approche galénique, défendue par l'École de Salerne, et plus tard par Guy de Chauliac, qui prônaient la suppuration (pus bonum et laudabile).
Theodericus recommandait aussi aux convalescents un régime riche en aliments produisant du sang, comme la viande et le vin, là encore en accord avec son expérience personnelle et celle de son père et en opposition avec la tradition qui préconisait une nourriture frugale aux blessés.
Theodericus était partisan d'une ancienne méthode d'anesthésie, la spongia somnifera (éponge somnifère), pour alléger la douleur des patients lors des opérations. Une éponge, imprégnée d'opiacés et d'extraits de plantes, était placée sous le nez du patient. À la fin de l'opération, une éponge imprégnée de vinaigre l'aidait à reprendre ses esprits.
Theodericus est aussi l'auteur d'un ouvrage de médecine vétérinaire, Mulomedicina (aussi connu comme Practica equorum ou De medela equorum), dédiée au pape Honorius IV.
Dans sa jeunesse, Theodericus avait étudié l'alchimie et aurait même écrit deux ouvrages d'alchimie, aujourd'hui perdus (De sublimatione arsenici et De aluminibus et salibus). Il a certainement eu connaissance de la technique de distillation de l'eau de rose et d'autres eaux aromatiques, bien connue des alchimistes arabes. Toutefois les traités sur les eaux-de-vie (De aqua vite) qui lui ont été attribués ne contiennent aucune référence à Galien ni aux maîtres arabes qui étaient ses guides dans Cirurgia. Suivant Anne Wilson, ni lui ni son contemporain Thaddée de Florence, médecin comme lui à Bologne, ne seraient les auteurs des premiers textes latins décrivant explicitement la technique de distillation des eaux-de-vie.
Par contre, McVaugh pense que l'introduction du système de refroidissement efficace (utilisant un serpentin passant dans de l'eau fraîche), aurait été mis en œuvre dans la Bologne de Théodoric dans les années 1275-1285 pour produire pour la première fois de l'eau-de-vie. À partir de ce moment de nombreux traités attestent cette innovation, comme c'est le cas du traité De aqua vite de Théodoric Borgognoni.